# Julien Paluku Kahongya
 (novembre 2018).
 (août 2022).
La mise en forme du texte ne suit pas les recommandations de Wikipédia : il faut le « wikifier ».
Les points d'amélioration suivants sont les cas les plus fréquents. Le détail des points à revoir est peut-être précisé sur la page de discussion.
- Les titres sont pré-formatés par le logiciel. Ils ne sont ni en capitales, ni en gras.
- Le texte ne doit pas être écrit en capitales (les noms de famille non plus), ni en gras, ni en italique, ni en « petit »…
- Le gras n'est utilisé que pour surligner le titre de l'article dans l'introduction, une seule fois.
- L'italique est rarement utilisé : mots en langue étrangère, titres d'œuvres, noms de bateaux, etc.
- Les citations ne sont pas en italique mais en corps de texte normal. Elles sont entourées par des guillemets français : « et ».
- Les listes à puces sont à éviter, des paragraphes rédigés étant largement préférés. Les tableaux sont à réserver à la présentation de données structurées (résultats, etc.).
- Les appels de note de bas de page (petits chiffres en exposant, introduits par l'outil «  Source ») sont à placer entre la fin de phrase et le point final[comme ça].
- Les liens internes (vers d'autres articles de Wikipédia) sont à choisir avec parcimonie. Créez des liens vers des articles approfondissant le sujet. Les termes génériques sans rapport avec le sujet sont à éviter, ainsi que les répétitions de liens vers un même terme.
- Les liens externes sont à placer uniquement dans une section « Liens externes », à la fin de l'article. Ces liens sont à choisir avec parcimonie suivant les règles définies. Si un lien sert de source à l'article, son insertion dans le texte est à faire par les notes de bas de page.
- La présentation des références doit suivre les conventions bibliographiques. Il est recommandé d'utiliser les modèles {{Ouvrage}}, {{Chapitre}}, {{Article}}, {{Lien web}} et/ou {{Bibliographie}}. Le mode d'édition visuel peut mettre en forme automatiquement les références.
- Insérer une infobox (cadre d'informations à droite) n'est pas obligatoire pour parachever la mise en page.

Pour une aide détaillée, merci de consulter Aide:Wikification.
Si vous pensez que ces points ont été résolus, vous pouvez retirer ce bandeau et améliorer la mise en forme d'un autre article.
Julien Paluku Kahongya, né le 13 décembre 1968 à Buramba, dans la province du Nord-Kivu, est un homme politique congolais et ministre du Commerce extérieur dans le gouvernement Suminwa depuis mai 2024.
Il est ministre de l'Industrie dans le gouvernement Lukonde de septembre 2019 à 2023.
Il est également gouverneur du Nord-Kivu de 2007 à 2019, et est vice-président de l'Association internationale des régions francophones (AIRF).
Il est réélu le 9 décembre 2021 à Bukavu comme président national du parti politique BUREC.

## Biographie
Julien Paluku est né le 13 décembre 1968 à Buramba, son père, Paluku Kyavuyirwe, est originaire du territoire de Lubero. Julien Paluku Kahongya a fait ses études primaires à Nyamitwitwi (Rutshuru) et ses études secondaires à Nyamilima (Rutshuru). Il a obtenu un diplôme de graduat à l'Institut supérieur de développement rural (ISDR) à Bukavu en 1993 et une licence en santé communautaire à l'université libre des Pays des Grands Lacs (ULPGL), Campus de Butembo en 2005 et une deuxième licence de l’université du CEPROMAD/Kinshasa. Il est aussi titulaire d'un master en sciences politique et administrative de l’université de Kinshasa (UNIKIN). Il a aussi fait une formation militaire au centre d'instruction de Rumangabo 1996-1997[réf. nécessaire]. Il a enseigné à Nyamilima de 1988 à 1989 et à Goma de 1994 à 1998, il est un ancien militant de l'UDPS.

## Parcours politique
En 1996, lorsque l’AFDL entre à Goma le vendredi 1er novembre, Julien Paluku est toujours professeur à l’Institut Mikeno. Dès la libération, il suit un séminaire de formation aux nouveaux postes de gestion du pays. Il fait ensuite partie de la 2e promotion de la formation militaire au centre d'instruction de Rumangabo.
Après cette formation, il devient animateur au bureau provincial de l'AFDL chargé de l'idéologie, et parallèlement secrétaire à la coordination des cadres politicio-militaires de la même organisation. En octobre 1998, il est envoyé à Lubero comme administrateur du territoire assistant chargé de l'administration.
En mai 1999, alors que le RCD éclate et le Lubero devient territoire du RCD/K-ML. Il est alors désigné au secrétariat de la commission électorale pour organiser les élections du maire de la nouvelle ville de Butembo. En octobre 1999, il est nommé administrateur du territoire de Lubero, succédant à Sikuly'Uvasaka Makala, élu maire de Butembo. Il restera administrateur du territoire de Lubero jusqu'au 3 mars 2003.
Julien Paluku est nommé le 4 mars 2003 maire de la ville de Butembo, succédant à Éric Kamavu (ambassadeur de la RDC en Angola de 2006-2009) qui devient ministre dans le gouvernement du RCD/K-ML basé à Beni.
Il poursuit les efforts de construction d’un immeuble de la mairie de Butembo en partenariat avec la Fédération des Entreprises du Congo (FEC). En 2003, il fait construire le 1er parking public, le seul dans la province du Nord-Kivu. Il fait aménager les grandes artères de la ville de Butembo pour lui donner la forme de la ville avec des ronds points construits, des caniveaux débouchés. Il fait construire le pont Cugeki, inauguré le 2 juillet 2005 permettant ainsi de relier deux communes séparées par la rivière Kimemi depuis une vingtaine d’année, l’unique passerelle qui ouvre la ville sur l’Évêché du Diocèse de Butembo-Beni.
Julien Paluku a résisté devant l’avancée des troupes du RCD/Goma qui, en juin 2003, campèrent à la porte de Butembo.
À la suite de la réunification du pays, Julien Paluku est nommé maire de Beni le 9 juillet 2005 et prend officiellement fonction le 18 juillet.
Il s'investit dans la réhabilitation des voiries urbaines, la réfection des ponts, la construction du bureau des services administratifs de la ville de Beni et la construction d’un immeuble pour la commune de Rwenzori.
Pendant ce mandat, Julien Paluku obtient son diplôme de licencié en Santé et Développement Communautaire à l’Université Libre des Pays des Grands Lacs (ULPGL).

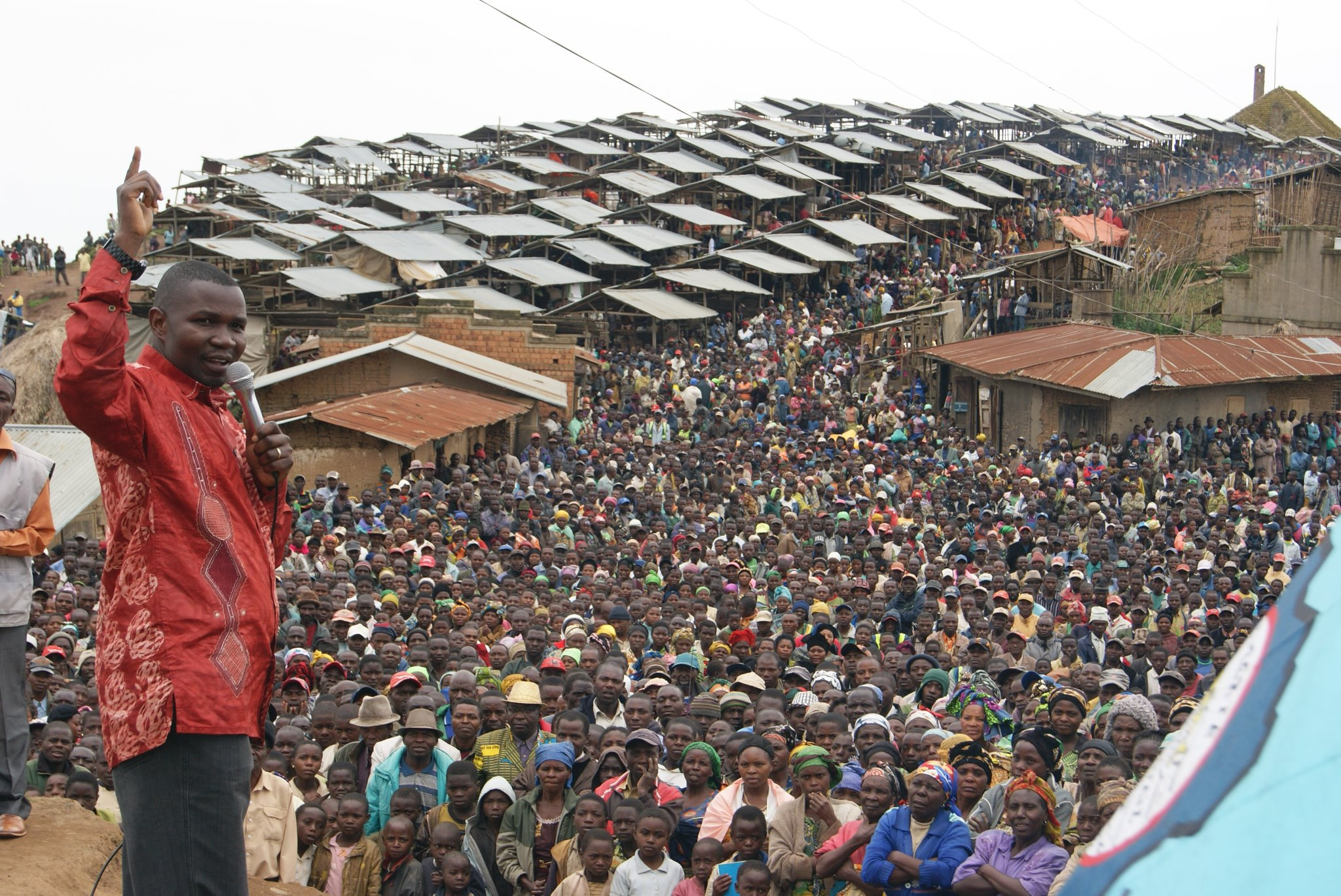
Julien Paluku en meeting.

En 2006, Julien Paluku est élu député provincial dans la circonscription de Butembo sur la liste des Forces du Renouveau avec 38 800 voix à côté de 160 candidats prétendants.
Le 27 janvier 2007, Julien Paluku est élu gouverneur du Nord-Kivu au sein de l’assemblée provinciale composée de 42 députés, avec 25 voix pour et 17 voix. Il entre en fonction le 24 février suivant.
Le 28 novembre 2011, il est réélu comme député national en territoire de Lubero. En 2012, juste après les élections législatives et présidentielle, Julien Paluku est l'initiateur du parti politique dénommé BUREC (Bloc uni pour la renaissance et l'émergence du Congo).
Il est réélu député lors des élections législatives du 30 décembre 2018. En raison de l'incompatibilité entre les deux fonctions, il annonce sa démission du poste de gouverneur du Nord-Kivu le 19 février 2019.
Il est nommé en septembre 2019 comme Ministre de l’Industrie dans le gouvernement Jean-Michel Sama Lukonde Kyenge.
En suite il est nommé ministre du Commerce extérieur dans le gouvernement Judith Suminwa, l’ancien ministre de l’Industrie Julien Paluku va prendre ses nouvelles fonctions, le jeudi 13 juin 2024, après la cérémonie de remise et reprise avec Jean-Lucien Busa Togba. 

## Enseignement
- 1988 – 1989 : Enseignant à l’Institut Nyamilima, Territoire de Rutshuru/Nord-Kivu.

- 1994 – 1998 : Enseignant à l’Institut Mikeno, en Ville de Goma, au Nord-Kivu.

- 2007 – 2019 : Assistant de recherche à l’Université Libre des Pays des Grands Lacs (ULPGL).

## Administration du Territoire
- 1997 – 1998 : Chef de Quartier des Virunga/ Chembe-Chembe en Ville de Goma.

- Octobre 1998 – octobre 1999 : Administrateur Assistant chargé de l’Administration du Territoire de Lubero, au Nord-Kivu

- Octobre 1999 – mars 2003 : Administrateur-Chef de Territoire de Lubero, au Nord-Kivu

- Mars 2003 – juillet 2005 : Maire de Butembo, au Nord-Kivu

- Juillet 2005 – décembre 2006 : Maire de Beni, au Nord-Kivu

## Média
Il est l'initiateur, promoteur et fondateur de la Radio-Télévision locale de Butembo RTVH[réf. souhaitée], une maison de média dans la province du Nord-Kivu.